# Równanie parametryczne

Krzywa motylkowa jako przykład krzywej zdefiniowanej poprzez równanie parametryczne

Równanie parametryczne – równanie, które określa daną wielkość jako funkcję jednej lub kilku zmiennych nazywanych parametrami. Np. w kinematyce często jako parametr przyjmuje się czas {\displaystyle t} – za jego pomocą opisuje się współrzędne wektora położenia ciała, prędkości, pędu, momentu pędu itp., które w ogólności zależą od czasu.
Równania parametryczne stosuje się też powszechnie do definicji krzywych lub powierzchni: za pomocą równań parametrycznych określa się współrzędne punktów krzywej lub powierzchni. Przy tym krzywa parametryczna jest funkcją jednego niezależnego parametru. Gdy są dwa parametry, to mamy do czynienia z powierzchnią parametryczną.

## Przykłady dwuwymiarowe

### Parabola
Równanie paraboli
{\displaystyle y=x^{2}}
można sparametryzowane za pomocą parametru {\displaystyle t}:
{\displaystyle x(t)=t},
{\displaystyle y(t)=t^{2}},
gdzie {\displaystyle t\in (-\infty ,+\infty )}.

### Okrąg
Równania parametryczne okręgu o promieniu {\displaystyle a} mają postać:
{\displaystyle x=a\cos(t)},
{\displaystyle y=a\sin(t)},
gdzie {\displaystyle t\in [0,2\pi )}.

### Każda krzywa opisana wzorem funkcji
Rozszerzenie przykładu paraboli. Jeśli krzywą można opisać równaniem {\displaystyle y=f(x)}, to równania parametryczne będą mogły przyjmować formę:
{\displaystyle x=t}
{\displaystyle y=f(t)}.

## Przykłady trójwymiarowe

### Helisa

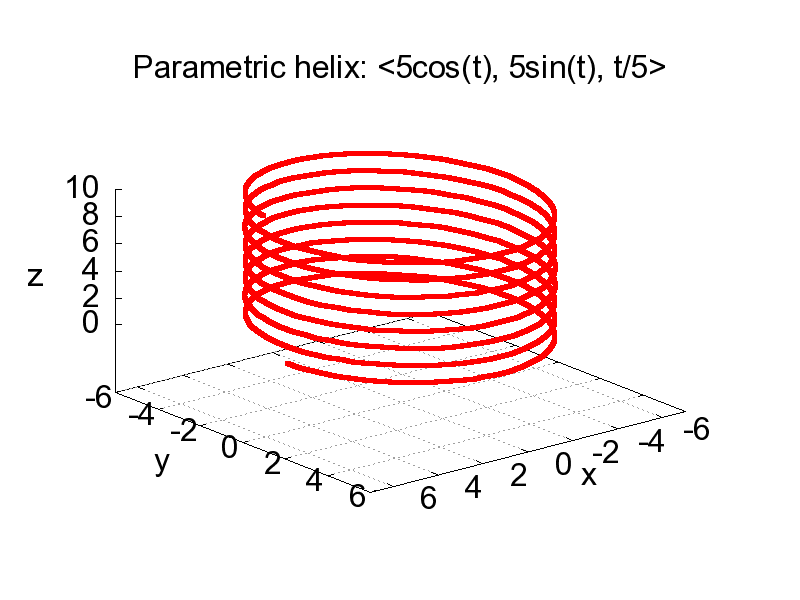
Spirala

Równania parametryczne są wygodne do opisywania krzywych w przestrzeniach o większych wymiarach. Weźmy dla przykładu równania:
{\displaystyle x=a\cos(t)}
{\displaystyle y=a\sin(t)}
{\displaystyle z=bt,}
gdzie {\displaystyle a>0,} {\displaystyle t\in [0,2\pi ),}
które opisują trójwymiarową krzywą, mówiąc konkretniej helisę, o promieniu {\displaystyle a,} która wznosi się o {\displaystyle 2\pi b} co okrążenie. Takie wyrażenia jak powyżej są często zapisywane jako
{\displaystyle r(t)=(x(t),y(t),z(t))=(a\cos(t),a\sin(t),bt).}

### Powierzchnie parametryczne

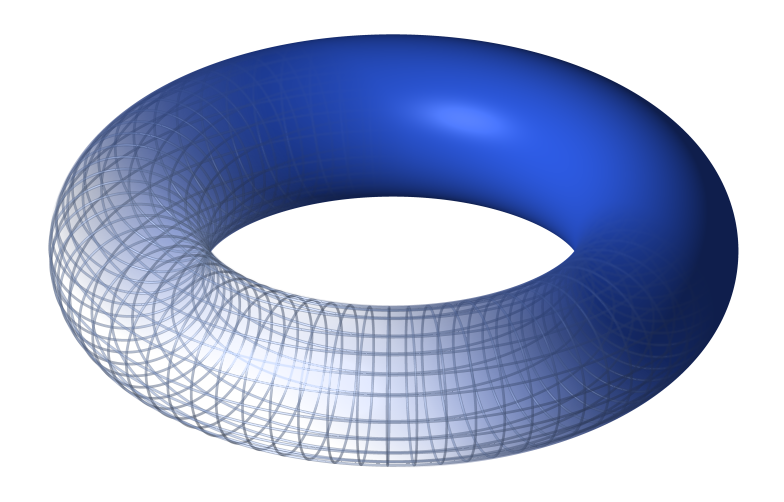
Torus dla R=2 i promienia r=1/2

Torus, którego odległość od środka torusa oznaczona jest jako R i którego promień wynosi r, może być sparametryzowany równaniami zależnymi od dwóch parametrów {\displaystyle t,u{:}}
{\displaystyle x=\cos(t)\cdot [R+r\cos(u)]}
{\displaystyle y=\sin(t)\cdot [R+r\cos(u)]}
{\displaystyle z=r\cdot \sin(u),}
gdzie {\displaystyle t\in [0,2\pi ),}{\displaystyle u\in [0,2\pi ).}

## Zastosowanie
Opisany wyżej sposób wyrażania krzywych jest praktyczny, dlatego iż równania te można różniczkować lub całkować względem parametru.
Np. prędkość jest pochodną wektora położenia ciała względem czasu:
{\displaystyle v(t)=r'(t)=(x'(t),y'(t),z'(t))=(-a\sin(t),a\cos(t),b),}
natomiast przyspieszenie jest drugą pochodną wektora położenia ciała względem czasu:
{\displaystyle a(t)=r''(t)=(x''(t),y''(t),z''(t))=(-a\cos(t),-a\sin(t),0).}

## Konwersja równań parametrycznych do pojedynczego równania
Konwersja zbioru równań parametrycznych do pojedynczego równania polega na wyeliminowaniu zmiennej {\displaystyle t} z równań {\displaystyle x=x(t),\ y=y(t).} Jeśli jedno z tych równań może być rozwiązane dla {\displaystyle t,} wtedy wyrażenie otrzymane może zostać podstawione do innego równania po to, aby otrzymać równanie, w którym występować będą tylko zmienne {\displaystyle x} oraz {\displaystyle y.} Jeśli {\displaystyle x(t)} i {\displaystyle y(t)} są funkcjami wymiernymi, wtedy techniki teorii równań, takie jak rugownik, mogą zostać zastosowane do wyeliminowania zmiennej {\displaystyle t.} Istnieją również szczególne przypadki, w których nie istnieje pojedyncze równanie, które by występowało w zamkniętej formie.
Dla przykładu weźmy okrąg o promieniu {\displaystyle a}
{\displaystyle x=a\cos(t)}
{\displaystyle y=a\sin(t)}
{\displaystyle a>0,} {\displaystyle t\in [0,2\pi ).}
Może on być łatwo wyrażony za pomocą zmiennych {\displaystyle x} oraz {\displaystyle y} korzystając z jedynki trygonometrycznej:
{\displaystyle x/a=\cos(t)}
{\displaystyle y/a=\sin(t)}
{\displaystyle \cos(t)^{2}+\sin(t)^{2}=1}
{\displaystyle \therefore (x/a)^{2}+(y/a)^{2}=1,}
co ostatecznie jest łatwo identyfikowane z typem krzywej stożkowej, czyli w tym przypadku z okręgiem.